# Liste der Straßen und Plätze in Cunnersdorf (Dresden)

Lage der Gemarkung Cunnersdorf in Dresden

Die Liste der Straßen und Plätze in Cunnersdorf beschreibt das Straßensystem im Dresdner Ortsteil Cunnersdorf mit den entsprechenden historischen Bezügen. Aufgeführt sind Straßen, die im Gebiet der Gemarkung Cunnersdorf liegen. Kulturdenkmale in der Gemarkung Cunnersdorf sind in der Liste der Kulturdenkmale in Cunnersdorf (Dresden) aufgeführt.
Cunnersdorf ist Teil des statistischen Stadtteils Gönnsdorf/Pappritz, der wiederum in der Ortschaft Schönfeld-Weißig der sächsischen Landeshauptstadt Dresden liegt. Wichtigste Straße in der Cunnersdorfer Flur ist die Gönnsdorfer Straße, die als Kreisstraße K 6212 von Bühlau kommend über Gönnsdorf und Cunnersdorf weiter nach Schönfeld und schließlich nach Eschdorf führt. Insgesamt gibt es in Cunnersdorf zehn benannte Straßen, die in der folgenden Liste aufgeführt sind.

## Legende
Die nachfolgende Tabelle gibt eine Übersicht über die vorhandenen Straßen und Plätze im Ortsteil sowie einige dazugehörige Informationen. Im Einzelnen sind dies:
- Name/Lage: Aktuelle Bezeichnung der Straße oder des Platzes sowie unter ‚Lage‘ ein Koordinatenlink, über den die Straße oder der Platz auf verschiedenen Kartendiensten angezeigt werden kann. Die Geoposition gibt dabei ungefähr die Mitte der Straße an.
- Länge/Maße in Metern: Die in der Übersicht enthaltenen Längenangaben sind nach mathematischen Regeln auf- oder abgerundete Übersichtswerte, die in Google Earth mit dem dortigen Maßstab ermittelt wurden. Sie dienen eher Vergleichszwecken und werden, sofern amtliche Werte bekannt sind, ausgetauscht und gesondert gekennzeichnet. Bei Plätzen sind die Maße in der Form a × b dargestellt. Der Zusatz ‚im Stadtteil‘ bzw. ‚im Ortsteil‘ gibt an, wie lang die Straße innerhalb des Stadt-/Ortsteils ist, sofern sie durch mehrere Stadt-/Ortsteile verläuft.
- Namensherkunft: Ursprung oder Bezug des Namens.
- Jahr der Benennung: Zeitpunkt, zu dem die Straße ihren heute gültigen Namen erhielt (sofern bekannt).
- Anmerkungen: Weitere Informationen bezüglich anliegender Institutionen, der Geschichte der Straße, historischer Bezeichnungen, Baudenkmalen usw.
- Bild: Foto der Straße.

## Straßenverzeichnis
| Name/Lage                  | Länge/Maße | Namensherkunft                                          | Jahr der Benennung | Anmerkungen | Bild |
| -------------------------- | ---------- | ------------------------------------------------------- | ------------------ | --- | ---- |
| Alter Bahndamm Lage        |            | Damm der ehemaligen Bahnstrecke Dürrröhrsdorf–Weißig    |                    | Der Alte Bahndamm dient in Nachnutzung der 1951 stillgelegten Bahnstrecke als Radwanderweg von Dürrröhrsdorf nach Weißig. |      |
| Alter Eichbuscher Weg Lage |            | Alter Verbindungsweg zum südlichen Nachbarort Eichbusch |                    | Der Alte Eichbuscher Weg verläuft entlang des westlichen Cunnersdorfer Dorffriedens. Seine südliche Fortsetzung ist der Mastenweg. |      |
| Am Grund Lage              |            | Lage am Helfenberger Grund                              |                    | Die Straße Am Grund ist eine kurze Sackgasse und dient als Zufahrt zu Kleingärten. |      |
| Cunnersdorfer Weg Lage     |            | Cunnersdorf                                             |                    | Der Cunnersdorfer Weg beginnt in Gönnsdorf und führt als Wirtschaftsweg nach Cunnersdorf. |      |
| Gönnsdorfer Straße Lage    |            | Gönnsdorf, nordwestlicher Nachbarort                    |                    | Die Gönnsdorfer Straße ist als Kreisstraße die wichtigste Straße im Ort. In ihrem Verlauf liegt auch der Dorfkern des waldhufenartigen Straßenangerdorfs Cunnersdorf. |      |
| Helfenberger Weg Lage      |            | Helfenberg, südwestlicher Nachbarort                    |                    | Der Helfenberger Weg verbindet Cunnersdorf und Helfenberg. Die Besitzer des Ritterguts Helfenberg übten vom 15. bis ins 19. Jahrhundert die Grundherrschaft und die Gerichtsbarkeit in Cunnersdorf aus. |      |
| Hornweg Lage               |            | Posthorn                                                |                    | Der Hornweg im Norden der Cunnersdorfer Flur war im Gegensatz zum Bischofsweg Teil der weltlichen Fernstraße zwischen dem Elbtalkessel und Stolpen. Er diente unter anderem als Postkurs und trug zeitweise den Namen Alte Stolpische Poststraße. Durch den Bau der neuen Chaussee zwischen Weißig und Rossendorf um 1815 (heute Bundesstraße 6) verlor die Verbindung ihre Bedeutung und dient heute nur noch als Wanderweg. Den Namen Hornweg trägt heute der Abschnitt von Quohren über Cunnersdorf bis in den Norden der Schönfelder Flur. |      |
| Mastenweg Lage             |            | Mast                                                    |                    | Der Mastenweg, ein Wanderweg, ist als südliche Fortsetzung des Alten Eichbuscher Wegs Teil der direkten Verbindung von Cunnersdorf über Eichbusch nach Rockau. |      |
| Nordstraße Lage            |            | Lage im Norden von Cunnersdorf                          |                    | Die Nordstraße ist eine Sackgasse und bindet die nördlichen Teile des Cunnersdorfer Dorfkerns an. |      |
| Zum Südblick Lage          |            | Ausblick nach Süden                                     |                    | Die Straße Zum Südblick ist die jüngste Straße in Cunnersdorf und erschließt eine nach der Wende errichtete Wohnsiedlung. |      |